# Kovarianca
Kovarianca (oznaka {\displaystyle \operatorname {Cov(X,Y)} \,}, včasih tudi {\displaystyle \sigma _{XY}\,}) je merilo, s katerim določamo, kako sta dve naključni spremenljivki povezani. Poseben primer kovariance je varianca, ki pa opisuje spreminjanje dveh spremenljivk, ki sta identični. 

## Definicija
Kovarianca med dvema realnima slučajnima spremenljivkama {\displaystyle X\,} in {\displaystyle Y\,} s končnim drugim momentom, je določena kot:
{\displaystyle \operatorname {Cov} (X,Y)=\operatorname {E} {\big [}(X-\operatorname {E} [X])(Y-\operatorname {E} [Y]){\big ]}\!\,,}
kjer je:
- {\displaystyle E(X)\,} pričakovana vrednost spremenljivke {\displaystyle X\,}.
- {\displaystyle X\,} (z razsežnostjo {\displaystyle m\times 1\,}) in {\displaystyle Y\,} (z razsežnostjo {\displaystyle n\times 1\,}) sta slučajni spremenljivki.

Zgornji obrazec lahko zapišemo tudi kot:
{\displaystyle \operatorname {Cov} (X,Y)=\operatorname {E} {\big [}XY{\big ]}-\operatorname {E} [X]\cdot \operatorname {E} [Y]\!\,.}
Slučajne spremenljivke, ki imajo kovarianco enako 0, so nekorelirane.
Merska enota za kovarianco je enaka zmnožku merske enote za prvo slučajno spremenljivko in merske enote za drugo slučajno spremenljivko. Korelacija pa je brezrazsežna.

## Značilnosti
- {\displaystyle \operatorname {Cov} (X,a)=0\,}
- {\displaystyle \operatorname {Cov} (X,X)=\operatorname {Var} (X)\,}
- {\displaystyle \operatorname {Cov} (X,Y)=\operatorname {Cov} (Y,X)\,}
- {\displaystyle \operatorname {Cov} (aX,bY)=ab\,\operatorname {Cov} (X,Y)\,}
- {\displaystyle \operatorname {Cov} (X+a,Y+b)=\operatorname {Cov} (X,Y)\,}
- {\displaystyle \operatorname {Cov} (aX+bY,cW+dV)=ac\,\operatorname {Cov} (X,W)+ad\,\operatorname {Cov} (X,V)+bc\,\operatorname {Cov} (Y,W)+bd\,\operatorname {Cov} (Y,V)\,}

kjer so (velja za vse značilnosti):
- {\displaystyle X,Y,W,V\,} realne slučajne spremenljivke
- {\displaystyle a,b,c,d\,} so konstante (niso slučajne spremenljivke)
- {\displaystyle \operatorname {Var(X)} \,} varianca

Za zaporedje {\displaystyle X_{1},\dots ,X_{n}\,} in {\displaystyle Y_{1},\dots ,Y_{n}\,} velja:
{\displaystyle \operatorname {Cov} \left(\sum _{i=1}^{n}{X_{i}},\sum _{j=1}^{m}{Y_{j}}\right)=\sum _{i=1}^{n}{\sum _{j=1}^{m}{\operatorname {Cov} \left(X_{i},Y_{j}\right)}}\!\,.}
Velja pa tudi:
{\displaystyle \operatorname {Var} \left(\sum _{i=1}^{n}a_{i}X_{i}\right)=\sum _{i=1}^{n}a_{i}^{2}\operatorname {Var} (X_{i})+2\sum _{i,j\,:\,i<j}a_{i}a_{j}\operatorname {Cov} (X_{i},X_{j})\!\,.}
kjer so:
- {\displaystyle a_{1},\dots a_{n}\,} konstante.

Kadar sta {\displaystyle X\,} in {\displaystyle Y\,} neodvisna, je njuna kovarianca enaka nič. Zaradi tega velja:
{\displaystyle \operatorname {E} (X\cdot Y)=E(X)\cdot E(Y)\!\,.}
Velja tudi Cauchy-Schwarzeva neenakost:
{\displaystyle |\operatorname {Cov} (X,Y)|\leq {\sqrt {\operatorname {Var} (X)\operatorname {Var} (Y)}}\!\,.}